# Lamellolucina oliveri
Lamellolucina oliveri is een tweekleppigensoort uit de familie van de Lucinidae. De wetenschappelijke naam van de soort is voor het eerst geldig gepubliceerd in 2002 door Taylor & Glover.